# Dullaberget
Dullaberget este o arie protejată (arie specială de conservare — SAC, sit de importanță comunitară — SCI) din Suedia întinsă pe o suprafață de 19 ha, integral pe uscat.

## Localizare
Centrul sitului Dullaberget este situat la coordonatele 56°53′32″N 13°20′11″E / 56.8923°N 13.3363°E.

## Înființare
Situl Dullaberget a fost declarat sit de importanță comunitară în iulie 2000 pentru a proteja un număr necunoscut de specii din flora spontană și fauna sălbatică aflate în arealul zonei. Situl a fost protejat și ca arie specială de conservare în martie 2011.

## Biodiversitate
Situată în ecoregiunea boreală, aria protejată conține 2 habitate naturale: Păduri de fag Luzulo-Fagetum, Taiga vestică.
La baza desemnării sitului se află un număr nedeclarat de specii protejate.